# Női kalapácsvetés a 2011. évi nyári európai ifjúsági olimpiai fesztiválon
A 2011. évi nyári európai ifjúsági olimpiai fesztiválon az atlétikai versenyszámokat Trabzonban rendezték. A női kalapácsvetés döntőjét július 28.-án rendezték.

## Döntő
| H     | Név                      | Nemzet           | 1     | 2     | 3     | 4     | 5     | 6     | E     | Mj |
| ----- | ------------------------ | ---------------- | ----- | ----- | ----- | ----- | ----- | ----- | ----- | -- |
| Arany | Hanna Zinchuk            | Fehéroroszország | 58.01 | 58.06 | X     | 55.91 | 58.38 | 59.48 | 59.48 |    |
| Ezüst | Al'ona Shamotina         | Ukrajna          | 59.23 | X     | X     | X     | 56.62 | 57.70 | 59.23 | PB |
| Bronz | Petra Jakeljic           | Horvátország     | X     | 54.55 | X     | 56.35 | 55.85 | 55.48 | 56.35 |    |
| 4     | Maria Grammatikaki       | Görögország      | X     | 52.54 | 51.83 | 51.16 | 52.35 | 55.41 | 55.41 |    |
| 5     | Banga Beatrix            | Magyarország     | 55.32 | 49.97 | X     | 52.95 | 53.19 | 53.87 | 55.32 |    |
| 6     | Raphaelle Rolnin         | Franciaország    | 50.26 | 53.42 | X     | 50.02 | X     | 51.00 | 53.42 |    |
| 7     | Roxana Beatrice M. Perie | Románia          | 52.19 | 51.70 | 51.87 | 50.64 | X     | 53.28 | 53.28 |    |
| 8     | Julia Fehr               | Németország      | 51.80 | X     | 52.91 | X     | X     | 49.21 | 52.91 |    |
| 9     | Claudia Stravs           | Szlovénia        | 51.66 | X     | 51.75 |       |       |       | 51.75 |    |
| 10    | Giulia Rossetti          | Olaszország      | 43.02 | 51.12 | 47.53 |       |       |       | 51.12 |    |
| 11    | Laura Lannusalu          | Észtország       | 38.01 | 42.22 | 42.51 |       |       |       | 42.51 |    |
| -     | Mikaela Gerkman          | Finnország       | x     | x     | x     |       |       |       | -     | NM |
| -     | Jessica Galvao           | Portugália       | x     | x     | x     |       |       |       | -     | NM |